# 排外主義・レイシズム反対集会
排外主義・レイシズム反対集会（はいがいしゅぎ・レイシズムはんたいしゅうかい）とは、在日特権を許さない市民の会などといった行動する保守団体によって行われている嫌韓・反中的活動に抗議する事を目的として行われている集会。

## 沿革
有田芳生が2013年2月9日に東京・新大久保で行われた反韓デモに対して2月26日にTwitterで「異常なデモ、国会でも問題にしたい」とツイートし、2013年3月14日に参議院議員会館でそれを実行する形で行われた。集会では、弁護士・新右翼「一水会」会員・ジャーナリスト、また民主党議員を中心に社民党やみどりの風からも多数の政治家が登壇した。
人民日報、韓国KBSで採り上げられた。
主権回復を目指す会が「デモで殺せなどと発言するようものなら本来であれば、身柄拘束若しくは逮捕されても不思議ではない。」との意向から集会に参加しようとしたところ有田から入場及び出席を断られた。西村修平によれば、参加者の上瀧浩子（弁護士）、金尚均（龍谷大学法科大学院教授）が「西村修平が会場にいると不愉快だから」と主張したので出席を断られたとし、それは朝鮮人が嫌いだから「殺せ」という、在特会と同じメンタリティーであり偏見と感情論による差別だと同団体は非難している。
5月7日には第二回目の集会が実施された。
11月28日には第三回目の集会が実施された。